# Richard Neville (8e baron Braybrooke)
Richard Henry Cornwallis Neville, 8e baron Braybrooke, né le 13 juillet 1918 et tué à la guerre le 23 janvier 1943, est un noble britannique.

## Biographie
Le titre de baron Braybrooke de la pairie de Grande-Bretagne est créé par le roi George III en 1788. Richard Neville est l'aîné des trois enfants de Henry Neville, le 7e baron,.

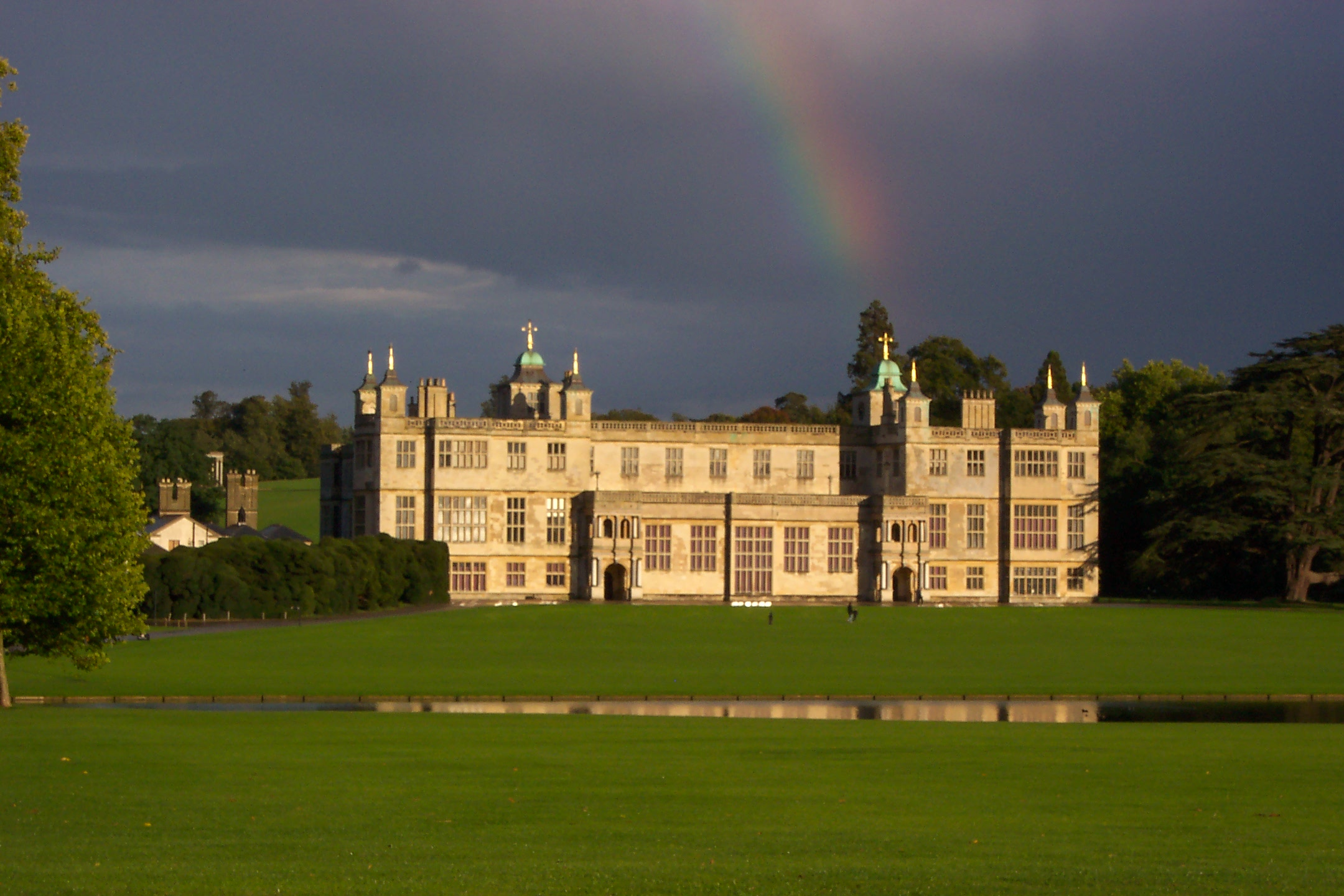
Audley End House, le manoir familial de syle jacobin des barons Braybrooke, dans l'Essex.

Son frère cadet George et lui s'engagent dans les forces armées lors de la Seconde Guerre mondiale, respectivement comme simple matelot dans la Royal Navy, et dans le 3e bataillon du régiment d'infanterie des Grenadier Guards. En mars 1941, à la mort de leur père âgé de 85 ans, Richard Neville devient le 8e baron Braybrooke, et hérite d'un siège à la Chambre des lords, ainsi que du manoir familial Audley End House, datant du début du XVIIe siècle avec des jardins conçus par Capability Brown. Il demeure toutefois sur le front de la guerre, tandis que le manoir est réquisitionné par le Special Operations Executive, branche des services secrets. En août 1941, son frère George est tué en mer dans le service, à l'âge de 21 ans. Fait lieutenant, Richard Neville est tué au combat en janvier 1943 à Bou Arada, en Tunisie, durant la campagne d'Afrique du Nord. Il a alors 24 ans. Il est inhumé au cimetière militaire à Medjez el-Bab,,.
Son titre de baron passe à son cousin Henry Neville, vétéran de la Première Guerre mondiale et capitaine dans la Royal Air Force durant la Seconde. Pour des raisons financières, il est contraint de vendre le manoir Audley End House en 1948.
Richard Neville est l'un des cinquante-six parlementaires britanniques morts à la Seconde Guerre mondiale et commémorés par un vitrail au palais de Westminster. 